# Филадельфийская митрополия
Филадельфи́йская митропо́лия (греч. Ιερά Μητρόπολη Φιλαδελφείας) — титулярная епархия Константинопольской Православной Церкви.

## История
Христианство укоренилось в Филадельфии Лидийской ещё во времена апостолов. Филадельфийской называется одна из семи церквей Откровения Иоанна Богослова. Древние списки епархий указывают Филадельфию одной из важнейших епископий Сардийской митрополии.
Епархия была возведена в ранг митрополии около 1190 года или несколько позднее, при Андронике Палеологе. В 1385 году её территория значительно расширилась, включив в себя земли упразднённой Синадской митрополии.
Митрополит Филадельфийский Гавриил Севир в 1577 году обосновался в Венеции. Тут имели свою резиденцию и шесть его преемников, окормлявшие православных греков в Италии. 
В 1710 году митрополит Мелетий Типальт перешёл на позиции униатства, с чем была не согласна православная греческая община Венецианской республики. За неё посланиями к дожам в декабре 1710 года вступился русский царь Пётр I.
В 1712 году за принятие римcко-католических обычаев был запрещён митрополит Мелетий, а епархия официально упразднена. Уже в начале 1720 годов Филадельфийская митрополия существовала в Малой Азии.
Вместе с тем Венецианская Филадельфийская кафедра продолжила существование, избирая себе не признанных Константинополем епископов. Только в 1780 году патриархом был вновь признан избранный епископ, однако после его смерти вновь было запрещено избирать нового митрополита.
Сильный урон местному православию, представленному в основном греками, нанесла греко-турецкая война. В результате «Малоазиатской катастрофы» 1923 года некогда многочисленное православное население митрополии практически исчезло. Тем не менее, Филадельфийская кафедра, ставшая титулярной, существует и поныне.

## Епископы
- Лукий (I век)
- Димитрий (I век)
- Захарий (упом. 109)
- Феодосий I (упом. 302)
- Кринон (упом. 320)
- Етимасий (упом. 325) Участник I Вселенского Собора
- Кириак (упом. 344) Участник Филиппопольского Собора
- Феодосий II (? — 359) низложен Селевкийским Собором
- Феофан I (упом. 431) Участник III Вселенского Собора
- Метел (упом. 451)
- Асиан (упом. 458)
- Евстафий (упом. 518)
- Иоанн I (упом. 680) Участник VI Вселенского Собора
- Леонтий I (упом. 705)
- Ликаст (упом. 783)
- Стефан (упом. 787 Участник VII Вселенского Собора
- Михаил (упом. 879) (при Льве Армянине)
- Агапит (X век)
- Мануил (упом. 1193 — упом. 1197)
- Николай (упом. 1213 — упом. 1216)
- Фока (упом. 1228 — упом. 1246)
- Иоанникий I (упом. 1256 — упом. 1260)
- Феолипт (упом. 1292—1321)
- Макарий I Хрисокефал (упом. 1345 — упом. 1355)
- Аарон (упом. 1369)
- Павел (упом. 1393)
- Макарий II (упом. 1454 — упом. 1456)
- Иоаким (упом. 1497)
- Неофит (упом. 1546)
- Гавриил I (упом. 1560 — упом. 1561)
- Софроний I (упом. 1572—1577)

кафедра в Венеции
- Гавриил Севир (18 июля 1577 — 21 октября 1616)[2]
- Феофан II (14 марта 1617 — 29 февраля 1632)
- Никодим (12 апреля 1632 — 28 апреля 1635)
- Афанасий (6 мапя 1635 — 10 апреля 1656)
- Мелетий I (21 марта 1657 — 25 июля 1677)
- Мефодий (19 декабря 1677 — 29 августа 1679)
- Герасим Влах (3 сентября 1679 — 24 марта 1685)
- Мелетий Типальд (28 марта 1685 — июнь 1712) низложен склонность к католицизму
  - В 1712—1780 годы приемники Мелетия, жившие в Венеции не признавались Константинопольским престолом
- Софроний (3 сентября 1780 — 30 ноября 1790)

кафедра в Малой Азии
- Макарий III (ок. 1721)
- Иоаникий II (упом. 1725)
- Иосиф (? — 1733)
- Дионисий I (? — июль 1759)
- Анатолий (июль 1759 — 8 июля 1765)
- Иаков I (9 июля 1765—1805)
- Дорофей (Пройос) (декабрь 1805 — июнь 1813)
- Гавриил III (июнь 1813 — сентябрь 1824)
- Панарет (сентябрь 1824 — февраль 1838)
- Даниил (февраль 1838 — март 1845)
- Софроний (Сотиракис) (март 1845 — январь 1849)
- Иоанникий III (январь 1849—1860)
- Мелетий III (16 октября 1860 — 25 сентября 1869)
- Дионисий II (2 октября 1869 — 1 октября 1887)
- Стефан (Сулидис) (1 октября 1887 — 13 февраля 1896)
- Леонтий (Елефтериадис) (13 февраля 1896 — 29 апреля 1899)
- Леонтий (Хутуриотис) (29 апреля 1899 — 10 октября 1906)
- Прокопий (Лазаридис) (10 октября 1906 — 16 июня 1911)
- Лука (Петридис) (23 июня 1911 — 19 декабря 1912)
- Хризостом (Хадзиставру) (16 марта 1913 — 19 февраля 1922)
- Евгений (Теологу) (19 февраля 1922 — 20 марта 1924)

титулярная митрополия
- Фотий (Маниатис) (20 марта 1924 — 17 января 1925)
- Кирилл (Мумдзис) (20 января — 1 апреля 1925)
- Максим (Вапордзис) (9 марта 1930 — 28 июня 1932)
- Емилиан (Пападимитриу) (3 сентября 1936 — 6 декабря 1946)
- Афинагор (Каввадас) (7 июня 1949 — 12 апреля 1951)
- Иаков (Дзанаварис) (8 августа 1954 — 12 августа 1969)
- Варфоломей (Архондонис) (25 декабря 1973 — 9 января 1990)
- Мелитон (Карас) (с 28 октября 1990)